# Alaior
Alaior (hiszp. Alayor)  – miasto na Minorce, zlokalizowane w centrum wyspy, bez dostępu do morza, 12 km na zachód od stolicy - Maó. Liczba mieszkańców: 9.133, gęstość zaludnienia: 83,13 osoby/km², powierzchnia: 109,86 km².
Miasto jest głównym ośrodkiem mleczarskim Minorki, gdzie wytwarzane są lokalne sery (queso Mahón). W architekturze dominują bielone domy stojące przy wąskich uliczkach, nad którymi góruje sylwetka kościoła św. Eulalii. W drugi weekend sierpnia w mieście organizowana jest z dużym rozmachem Festa de Sant Llorenç.